# تامی باردن
تامی باردن (انگلیسی: Tommy Burden; ۲۱ فوریهٔ ۱۹۲۴ – ۲۰۰۱ (۷۶−۷۷ سال)) بازیکن فوتبال اهل بریتانیا بود.
از باشگاه‌هایی که در آن بازی کرده‌است می‌توان به باشگاه فوتبال ولورهمپتون واندررز، باشگاه فوتبال بریستول سیتی، و باشگاه فوتبال لیدز یونایتد اشاره کرد.